# Percival Alfred Yeomans
Percival Alfred Yeomans (ou P. A. Yeomans ; Harden, Nouvelle-Galles du Sud, 1905 - novembre 1984) est un agriculteur et un inventeur australien.

## Biographie
Yeomans est connu pour avoir inventé un mode de conception et de gestion des paysages agricoles faisant un usage optimal de l’eau. Issu de l'ingénierie minière du terrassement, il a développé un sens aigu de l'observation hydrologique et topographique.
Après la mort de son beau-frère dans un incendie de prairie, Percival Alfred Yeomans reprit la gestion d'un grand domaine en Nouvelle-Galles du Sud qu'il nomma plus tard Nevallan. Sur ces terres, déterminé à en développer et augmenter la fertilité, il invente la méthode KeyLine (Lignes Clefs) en l'expérimentant pour la culture de pâturages.
Ses idées ont également contribué de façon décisive au développement de la conception en permaculture.

## Publications
- The Keyline Plan[1] (1954)
- The Challenge of Landscape : the development and practice of keyline[2], Keyline Pub. Pty., Sydney, (1958).
- The City Forest : The Keyline Plan for the Human Environment Revolution[3], Keyline Pub. Pty., Sydney, (1971).
- Water for Every Farm: A practical irrigation plan for every Australian property, K.G. Murray Publishing Company, Pty, Ltd, Sydney, N.S.W., Australia (1973)  (ISBN 0-646-12954-6)  (ISBN 0-909325-29-4)